# Gentlemanul din Cocody
Gentlemanul din Cocody (titlul original: în franceză Le Gentleman de Cocody) este un film de coproducție⁠(d) franco-italiană, realizat în 1965 de regizorul Christian-Jaque, protagoniști fiind actorii Jean Marais, Liselotte Pulver, Philippe Clay și Jacques Morel.

## Rezumat
Coasta de Fildeș, Africa. Profesorul Dumont, un inofensiv colecționar de fluturi, este asasinat de o societate secretă numită „Fiii Panterei” care până atunci ataca doar traficanții de diamante. Poliția investighează în suburbia rezidențială Cocody. În acest cartier din Abidjan locuiește Jean-Luc Hervé de La Tommeraye, atașat al ambasadei plin de viață și atractiv, mai puțin interesat din punct de vedere profesional de intrigi politice decât de numeroasele sale cuceriri romantice.
Comportarea lui nepotrivită îl enervează pe noul delegat al ambasadei care îl trimite să o întâmpine pe Mademoiselle Sapin Leterrier la aeroport, o reputată cercetătoare la Muzeul Național de Istorie Naturală din Paris, care a venit în Coasta de Fildeș, cu casca colonială pe cap, pentru a găsi o specie de lepidoptere, un rar fluture tropical. Sosirea lui este observată de la distanță de membrii societății secrete.
Seara, la clubul de noapte, Hervé de La Tommeraye face cunoștință mai intimă cu femeia care se numește familiar Baby. Dar deși este foarte atras de ea, a doua zi Hervé va întâmpina cele mai mari dificultăți în a ajunge la ea în adâncul tufișurilor pentru că în drumul său, stă cruciș organizația secretă. Acesta din urmă, prin smecherul Renaud Lefranc, oficial organizator de safari, o însoțește pentru a veghea sau mai degrabă a o îndruma pe Mademoiselle Baby, fără știrea ei, în timp ce avansează prin mijlocul pădurii tropicale.
După ce i-a neutralizat pe Lefranc și Tommeraye, protectorii administrându-le somnifere puternice în băuturile lor, Baby nu mai pornește în căutarea fluturelui rar. În realitate, ea este „șefa” unei bande de gangsteri din Pigalle hotărâtă să găsească epava unui avion căzut în junglă cu o încărcătură de diamante, rodul mai multor ani de furt comis de „Fiii Panterei”, pe care ajunge să-l localizeze singură. Întoarsă la hotelul Abidjan, ea ascunde planul în cutia de țigări a lui Hervé.
Un manipulator nemilos ațâță două bande una împotriva celeilalte, cea a lui Baby și cea a Panterei conduse de „Creier”, ambele aflate pe urmele râvnitei comori. Îndrăgostit și naiv, Hervé pornește în urmărirea atacatorilor lui Baby care au răpit-o. El reușește să o elibereze în timp ce descoperă că Lefranc este unul dintre membrii Panterei. Cele mai grave necazuri nu s-au terminat pentru că în evadarea lor, Baby și Hervé sunt capturați împreună cu un lasou dintr-un elicopter, trezindu-se atârnați la capătul unei frânghii din elicopter, deasupra Abidjanului, urmăriți de toți bandiții precum și de poliție, ajungând într-o prelată de prindere întinsă de pompieri, în piața principală din Adjamé.
Încă o dată răpiți de „Fiii Panterei”, Hervé și Baby descoperă că „Creierul” este tocmai șeful lui Hervé, noul și falsul delegat al ambasadei. Dar totul e bine când se termină cu bine: gangsterii din Paris îi predau poliției locale pe gangsterii „Pantherei”. Comoara le scapă pentru că Hervé predă planul Poliției. Baby renunță și ea la „fluturele” ei pentru că acceptă să fie convertită de Hervé, diplomatul cinstit.

## Distribuție
- Jean Marais – Jean-Luc Hervé de La Tommeraye
- Liselotte Pulver – Mademoiselle Sapin Leterrier, zisă Baby
- Philippe Clay – Renaud Lefranc
- Jacques Morel – Rouffignac, delegatul ambasadei
- Robert Dalban – Pépé
- Maria Grazia Buccella – Angelica
- Nancy Holloway – Nancy
- Gil Delamare – un escroc
- Guy-Henry
- Rémy Julienne
- Bob Morel
- Alain Schneider
- Michèle Delacroix
- Joseph Diomandé
- Ibrahim Kouyaté
- și maimuța Mambo[3]

## Melodii din film
- Cântecul „Le Gentleman de Cocody” – muzica de Pierre Saka, text de Nancy Holloway și Jimmy Walter, interpretată de Nancy Holloway[4]